# Лужна
 Тази статия е за селото в Полша.  За общината вижте Лужна (община).  
Лу̀жна (на полски: Łużna, [ˈwuʐna]) е село в южна Полша, административен център на община Лужна в Горлишки окръг на Малополското войводство. Населението му е около 3300 души (2018).
Разположено е 305 метра надморска височина в Малополското възвишение, на 10 километра северозападно от Горлице и на 87 километра югоизточно от Краков.

## Известни личности
Починали в Лужна
- Вацлав Потоцки (1621 – 1696), писател